# Episodi di Arrivano le spose (seconda stagione)
La seconda stagione della serie televisiva Arrivano le spose è stata trasmessa in anteprima negli Stati Uniti d'America dalla ABC tra il 26 settembre 1969 e il 3 aprile 1970.
| nº | Titolo originale              | Titolo italiano         | Prima TV USA      | Prima TV Italia |
| -- | ----------------------------- | ----------------------- | ----------------- | --------------- |
| 1  | Far Cry from Yesterday        |                         | 26 settembre 1969 |                 |
| 2  | The Wealthiest Man in Seattle |                         | 3 ottobre 1969    |                 |
| 3  | The Soldier                   |                         | 10 ottobre 1969   |                 |
| 4  | Next Week, East Lynne         |                         | 17 ottobre 1969   |                 |
| 5  | A Wild Colonial Boy           |                         | 24 ottobre 1969   |                 |
| 6  | Hosanna's Way                 |                         | 31 ottobre 1969   |                 |
| 7  | The Road to the Cradle        |                         | 7 novembre 1969   |                 |
| 8  | The Legend of Big Foot        | La leggenda di piedone  | 14 novembre 1969  |                 |
| 9  | Land Grant                    | La montagna contesa     | 21 novembre 1969  |                 |
| 10 | The Eyes of London Bob        | Il tesoro di London Bob | 28 novembre 1969  |                 |
| 11 | The Fetching of Jenny         |                         | 5 dicembre 1969   |                 |
| 12 | His Sister's Keeper           |                         | 12 dicembre 1969  |                 |
| 13 | Lorenzo Bush                  |                         | 19 dicembre 1969  |                 |
| 14 | A Bride for Obie Brown        |                         | 9 gennaio 1970    |                 |
| 15 | Break the Bank of Tacoma      |                         | 16 gennaio 1970   |                 |
| 16 | Debt of Honor                 |                         | 23 gennaio 1970   |                 |
| 17 | The She-Bear                  |                         | 30 gennaio 1970   |                 |
| 18 | Another Game in Town          |                         | 6 febbraio 1970   |                 |
| 19 | Candy and the Kid             |                         | 13 febbraio 1970  |                 |
| 20 | Two Worlds                    |                         | 20 febbraio 1970  |                 |
| 21 | To the Victor                 |                         | 27 febbraio 1970  |                 |
| 22 | How Dry We Are                |                         | 6 marzo 1970      |                 |
| 23 | Bolt of Kilmaren              |                         | 13 marzo 1970     |                 |
| 24 | Absalom                       |                         | 20 marzo 1970     |                 |
| 25 | The Last Winter               |                         | 27 marzo 1970     |                 |
| 26 | Two Women                     |                         | 3 aprile 1970     |                 |